# Manlio Pastorini
Manlio Pastorini, född 5 maj 1879, död 8 april 1942, var en italiensk gymnast som tävlade i olympiska sommarspelen 1906 och olympiska sommarspelen 1920.